# Ork (Śródziemie)
Ork (l.mn. orkowie; ang. orc, sind. orch, także Uruk-hai, urukowie) – rasa stworzeń ze stworzonej przez J.R.R. Tolkiena mitologii Śródziemia.
Orkowie zostali wyhodowani za Dawnych Dni, przez pierwszego Władcę Ciemności – Morgotha – poprzez torturowanie i upodlenie elfów. Nie znosili światła dziennego (wyjątek od tej reguły stanowili Uruk-hai, stworzeni przez Saurona w Trzeciej Erze). Ich ulubionym pożywieniem było mięso, bez względu na pochodzenie. Posądzenie o kanibalizm, jak wynika z wypowiedzi Grishnákha, było obrazą dla orka, co pozwala sądzić, że nie zjadali przedstawicieli własnej rasy.
Z orkami walczyli elfowie, krasnoludowie i ludzie (Liga Maedhrosa, Gondor, Arnor czy Rohan), a także entowie.
Szczególną znajomością  orków w czasie Trzeciej Ery wykazywał się Aragorn, członek Drużyny Pierścienia – tropił ich przez 68 lat. Znał większość ich szczepów, rodzajów uzbrojenia, jakiego używali, oraz zwyczajów (po wyjściu z Morii ostrzegał, że zwykle mszczą swoich wodzów).

## Mowa orków
Ich język czerpał wyrazy głównie z Czarnej Mowy i Westronu. Stworzyli w ten sposób szereg gwar, obfitujących w wyzwiska i przekleństwa. Liczba odmian mowy orków była tak duża, jak liczba szczepów, i dlatego w Trzeciej Erze orkowie używali Westronu do porozumiewania się. Wiele ze starszych grup, takie jak orkowie z Gór Mglistych, uznali go za mowę ojczystą i przetworzyli ją tak, że brzmiała podobnie do dawnych języków szczepowych.